# 联合国和平利用外层空间委员会
联合国和平利用外层空间委员会，简称外空委（英語：United Nations Committee on the Peaceful Uses of Outer Space, COPUOS），是联合国大会设立的特别委员会。该委员会成立于1959年，法律依据为联合国大会1472号决议。
联合国和平利用外层空间委员会的使命是“考察在外层空间和平利用方面的国际合作，设计在联合国的框架下的有关该领域的项目，鼓励关于外层空间的持续的科学研究以及信息共享，研究在外层空间探索方面存在的法律问题。”
该委员会設有两个子委员会，包括科学技术子委员会 （页面存档备份，存于）和法律子委员会 （页面存档备份，存于）。联合国外层空间事务厅（UNOOSA）担任该委员会的秘书处。
联合国和平利用外层空间委员会监督以下条约的执行：
- 《关于各国探索和利用外层空间包括月球与其他天体活动所应遵守原则的条约》（1967），简称外层空间条约
- 《营救宇宙航行员、送回宇宙航行员和归还发射到外层空间的物体的协定》（英語：The Agreement on the Rescue of Astronauts, the Return of Astronauts and the Return of Objects Launched into Outer Space）（1968），简称《营救协定》[3]
- 《空间物体所造成损害的国际责任公约》（英語：The Convention on International Liability for Damage Caused by Space Objects）（1972），简称《责任公约》
- 《关于登记射入外层空间物体的公约》（英語：The Convention on Registration of Objects Launched into Outer Space）（1975），简称《登记公约》
- 《关于各国在月球和其他天体上活动的协定》（英語：The Agreement Governing the Activities of States on the Moon and Other Celestial Bodies）（1979），简称《月球协定》

## 成员国
至2007年，和平利用外层空间委员会共有69个成员国。1980年6月，中華人民共和国派出观察员代表团参加了外空委员会第23届会议。1980年11月3日，联合国正式接纳中華人民共和国为该委员会成员国。

## 近地天体偏转和灾害响应
太空探索者协会与B612基金會成员合作，通过联合国和平利用外层空间委员会及其AT-14专家组帮助联合国监督近地天体跟踪和偏转任务。自2001年以来，B612基金會和太空探索者协会的多名成员一直与和平利用外层空间委员会合作，建立国际参与撞击灾害响应和偏转任务，以防止撞击事件。

### 国际小行星预警网
2013年10月，联合国和平利用外层空间委员会批准了多项应对地球小行星撞击的措施，包括建立国际小行星预警网（IAWN），作为共享危险小行星信息和任何未来发现的地球撞击事件的信息中心，对小行星进行联测，向联合国通报相关事项，制定初步的国际合作框架，以指导其成员国在近地天体相关方面的政策制定者。

### 空间任务规划咨询组
2013年，空间任务规划咨询组（SMPAG）建立，旨在协调偏转任务技术的联合研究，并监督处置行动，包括地面疏散、开展空间任务等。偏转任务通常涉及小行星预测撞击点在地球表面（以及未涉及国家的领土）的逐步移动，直到近地天体在它们的轨道相交点处被偏转到行星前方或后方。
国际小行星监测网和空间任务规划咨询小组的第一次会议于2014年举行。2017年，国际小行星监测网和空间任务规划咨询小组向联合国和平利用外层空间委员会提交一份关于启动工作响应机制的文件。2025年初，在对2024 YR4的报道中，《参考消息》等一些中文媒体将该机制翻译为“行星安全协议”。